# تاونزند ساندرز
تاونزند ساندرز (انگلیسی: Townsend Saunders؛ زادهٔ ۲۹ آوریل ۱۹۶۷) کشتی‌گیر و ورزشکار هنرهای رزمی ترکیبی اهل ایالات متحده آمریکا بود.
وی در مسابقات کشوری و بین‌المللی در مجموع برندهٔ ۲ مدال طلا، ۱ مدال نقره شده‌است.